# گریختا
گریختا (به اسپانیایی: Grijota) یک شهرستان در اسپانیا است که در استان پالنسیا واقع شده‌است.

## خصوصیات
گریختا ۲۸ کیلومترمربع مساحت و ۱٬۰۱۱ نفر جمعیت دارد.